# Vas, Radlje ob Dravi
Vas este o localitate din comuna Radlje ob Dravi, Slovenia, cu o populație de 430 de locuitori.